# Јахја Кемал Бејатли
Јахја Кемал Бејатли (тур. Yahya Kemal Beyatlı, Скопље, 2. децембар 1884 — Истанбул, 1. јануар 1958) је био турски песник и политичар.

## Биографија
Јахја Кемал Бејатли је рођен у Скопље, где је живео до осамнаесте године, након чега се преселио у Истанбул. Јахја Кемал Бајатли је средњу школу завршио у Истанбулу. После тога је отишао на студије политичких наука у Париз, Француска. 1912. године се враћа у Истанбул. У периоду од 1915-1923. године радио је као професор на универзитету. 1923. године постао је посланик у новој турској републици. Радио је у турским амбасадама у периоду од 1926-1935. у Варшави и Мадриду. По повратку у Турску, постао је поново посланик 1946. године.

## Литерарни рад
Јахја Кемал се сматра једним од оснивача модерне турске поезије, који се прославио још док је био жив, али није објавио ниједну од својих књига. Тек после његове смрти објављени су његова дела и радови.